# Condado de Franklin (Indiana)
El condado de Franklin (en inglés: Franklin County), fundado en 1811, es uno de 92 condados del estado estadounidense de Indiana. En el año 2000, el condado tenía una población de 22 151 habitantes y una densidad poblacional de 22 personas por km². La sede del condado es Brookville. El condado recibe su nombre en honor a Benjamin Franklin. El condado forma parte del Gran Cincinnati.

## Geografía
Según la Oficina del Censo, el condado tiene un área total de 1013 km², de la cual 1000 km² es tierra y 13 km² (1.36%) es agua.

### Condados adyacentes
- Condado de Fayette (norte)
- Condado de Union (noreste)
- Condado de Butler, Ohio (sur)
- Condado de Hamilton, Ohio (sureste)
- Condado de Dearborn (sur)
- condado de Ripley (suroeste)
- Condado de Decatur (oeste)
- Condado de Rush (noroeste)

## Demografía
Según la Oficina del Censo en 2000, los ingresos medios por hogar en el condado eran de $43 530 y los ingresos medios por familia eran $50 171. Los hombres tenían unos ingresos medios de $33 998 frente a los $24 516 para las mujeres. La renta per cápita para el condado era de $18 624. Alrededor del 7.10% de la población estaban por debajo del umbral de pobreza.

## Transporte

### Principales autopistas
- Interstate 74
- U.S. Route 52
- Ruta Estatal de Indiana 1
- Ruta Estatal de Indiana 46
- Ruta Estatal de Indiana 101
- Ruta Estatal de Indiana 121
- Ruta Estatal de Indiana 229
- Ruta Estatal de Indiana 252

## Municipalidades

### Ciudades y pueblos
| - Batesville - Brookville - Cedar Grove - Laurel - Mount Carmel - Oldenburg |